# Pochodnie Nerona

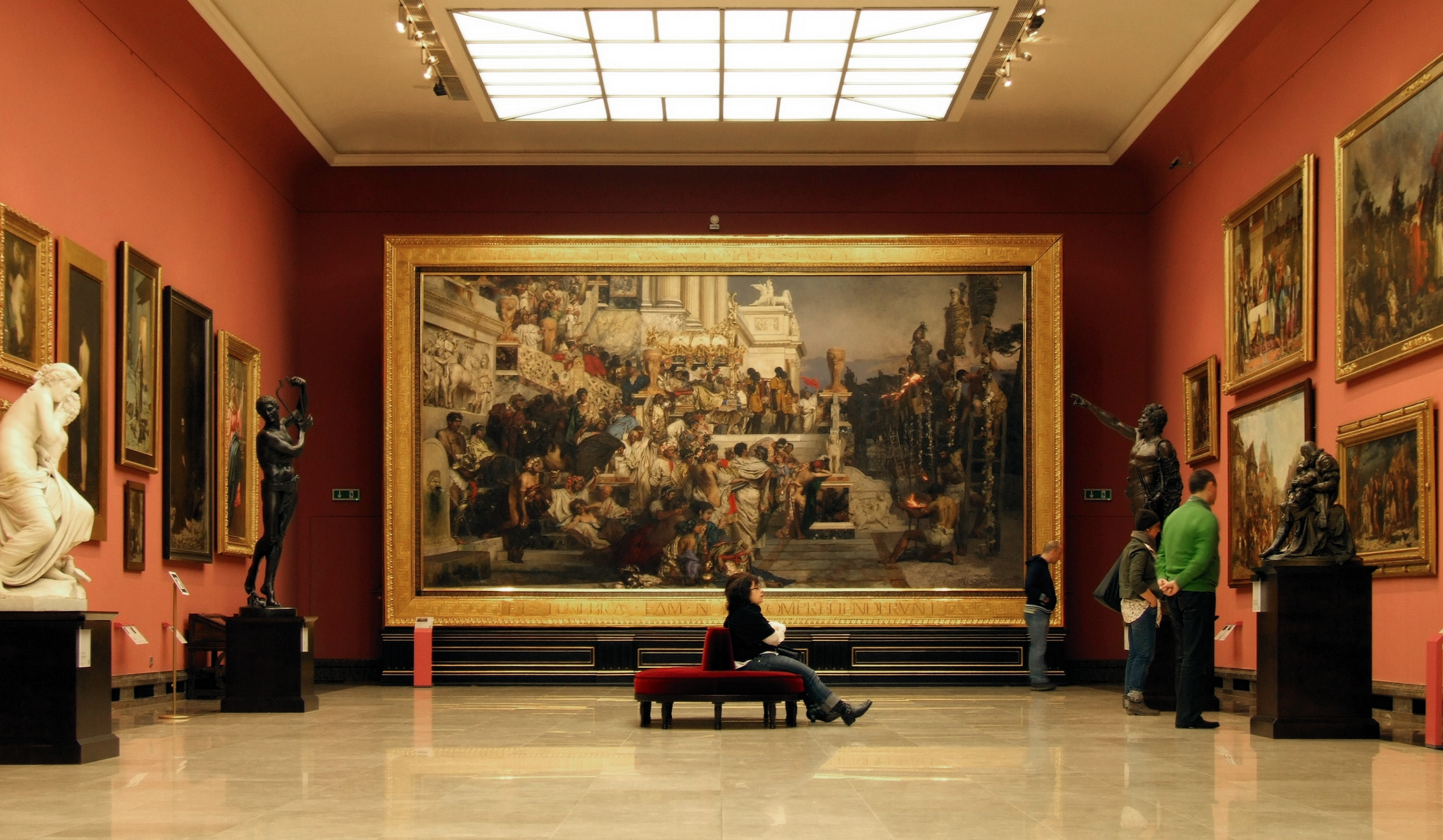
Sukiennice, Sala Siemiradzkiego

Pochodnie Nerona (inny tytuł Świeczniki chrześcijaństwa) – obraz olejny autorstwa Henryka Siemiradzkiego o wymiarach 385 × 704 cm, namalowany w roku 1876 w Rzymie. Dziełem malarza o podobnej tematyce jest powstała 20 lat później Dirce chrześcijańska.

## Historia
Po raz pierwszy obraz zaprezentowano w maju i czerwcu 1876 roku w Akademii Świętego Łukasza w Rzymie. W otwarciu wystawy wziął udział ambasador Rosji i minister oświecenia Królestwa Włoch. Dochód z biletów Siemiradzki przekazał na wsparcie budowy Pałacu Wystawienniczego (Palazzo delle Esposizioni) przy via Nazionale. W tym samym roku pokazywano go jeszcze na wystawach w Monachium, Wiedniu, a w następnym w Berlinie, Warszawie i Petersburgu. W 1878 roku został wystawiony we Lwowie, a potem w pawilonie rosyjskim na wystawie światowej w Paryżu, gdzie zdobył zloty medal. W kolejnych latach obraz mogli zobaczyć mieszkańcy Pragi (1879) i ponownie Berlina oraz innych miast w Niemczech. W latach 2003–2004 obraz został poddany konserwacji.
W październiku 1879 roku Siemiradzki wziął udział w zorganizowanych w Krakowie obchodach 50–lecia pracy literackiej J.I. Kraszewskiego i podczas obiadu w hotelu Victoria ogłosił, że podaruje obraz do Sukiennic „na pożytek krajowi”. Prezydent Zyblikiewicz zarządził rozwieszenie na mieście plakatów z tą informacją. W dniu następnym, 7 października podczas posiedzenia rady miasta uchwalono nie tylko złożenie podziękowań Siemiradzkiemu za dar, ale również przeznaczenie połowy pierwszego piętra na galerię, „a ewentualnie także na założenie muzeum narodowego”.  A wieczorem mieszkańcy miasta zebrali się na placu Szczepańskim i  z pochodniami przeszli pod hotel krakowski w którym mieszkał Siemiradzki. Tam przedstawiciele z Henrykiem Wodzickim (wiceprezesem Towarzystwa Przyjaciół Sztuk Pięknych) na czele podziękowali Siemiradzkiemu za dar. Następnie uczestnicy pochodu, do których przyłączył się Siemiradzki przeszli pod hotel drezdeński gdzie zatrzymał się Kraszewski i pod mieszkanie prezydenta Zyblikiewicza.
Po wybuchu I wojny światowej z Sukiennic ewakuowano najcenniejsze dzieła. Pochodnie Nerona nawinięto na walec i ukryto na Wawelu. W specjalnej skrytce zawieszono walce z obrazami i zamurowano pozostawiając wentylację. Pozostały w niej przez 9 miesięcy.
W 1939 zbiory muzeum z Sukiennic przeniesiono do schronu w nowym gmachu. Po zajęciu Krakowa Niemcy polecili otworzyć galerię. Funkcjonowała ona do listopada 1940 roku. Już w październiku nakazano przeniesienie zbiorów, a w pomieszczeniach urządzano wystawy propagandowe. Obrazy Matejki, Siemiradzkiego, Malczewskiego i Chełmońskiego przeniesiono na ulicę Smoleńsk do Muzeum Przemysłu Artystycznego.
Podczas remontu Sukiennic obraz eksponowany był w Muzeum Narodowym w Poznaniu.
W 2013 roku obraz został przebadany  metodą fluorescencyjnej spektroskopii rentgenowskiej w ramach  projektu "Analiza warsztatu Henryka Siemiradzkiego na podstawie dzieł znajdujących się w zbiorach MNK i innych kolekcji".

## Opis
Obraz przedstawia scenę z czasów Cesarstwa Rzymskiego, za panowania Nerona. W 64 wybuchł Wielki Pożar Rzymu, o co Neron oskarżył chrześcijan, którzy schwytani zostali przywiązani do pali w ogrodach słynnego Domus Aurea. Na obrazie uchwycony jest moment oczekiwania cesarza znoszonego ze schodów na lektyce i jego świty na rozpalenie pochodni z pojmanych męczenników.
Jest to modelowy przykład wielkiego tematu w malarstwie akademickim. Inspiracją były Żywoty cezarów Swetoniusza, Roczniki Tacyta oraz modny w XIX wieku Antychryst (1873) Ernesta Renana, traktujący o prześladowaniach chrześcijan w czasach Nerona.
Poszukując źródeł inspiracji Siemiradzkiego, nie zwrócono dotąd dostatecznej uwagi na utwór Józefa Ignacego Kraszewskiego zatytułowany Rzym za Nerona, którego pierwodruk książkowy ukazał się w Krakowie w roku 1866, a więc mógł być znany Siemiradzkiemu przed namalowaniem obrazu.
Badania prowadzone w latach 90. XX wieku ujawniły, że pierwotnie artysta chciał sprzedać obraz carowi Aleksandrowi II za sumę 50 tysięcy rubli. W liście skierowanym do rosyjskiego władcy zaznaczył, że jest skłonny przyjąć zapłatę w ratach, ale ofertę i tak odrzucono. W roku 1879, na 50-lecie pracy literackiej swojego przyjaciela, Józefa Ignacego Kraszewskiego, autor postanowił przekazać obraz do Krakowa jako zaczątek Muzeum Narodowego w Sukiennicach. Jeszcze przed namalowaniem tego płótna artysta odwiedził w Dreźnie pisarza, z którym spotykał się jeszcze parokrotnie i wymieniał z nim listy. Fakt, iż Siemiradzki udał się na jubileusz pisarza decydując się na ofiarowanie obrazu miastu, pozwala przypuszczać, że był to „nie tylko spontaniczny odruch czy kaprys malarza wywołany wyjątkowością chwili”.